# Rejeb Khaznadar
Rejeb Khaznadar (arabe : رجب خزندار), mort le 21 mai 1797 (24 Dhou al-qiʿda de l'année 1211 de l'hégire) à Tunis, est un homme politique tunisien et principal ministre d'Ali II Bey.

## Biographie
D'origine grecque, Rejeb Khaznadar figure parmi les mamelouks de la cour husseinite et épouse la princesse Fatma, fille de Hussein Ben Ali, fondateur de la dynastie.
Il devient le trésorier du bey (khaznadar) sous le règne de Mohamed Rachid Bey puis est nommé principal ministre par Ali II Bey en 1759, devenant ainsi le premier à occuper cette fonction. Il est remplacé en 1782 par Moustapha Khodja.
Ibn Abi Dhiaf déclare qu'il était digne de confiance et pacifiste jusqu'à sa mort.